# Adunicates
Les Adunicates sont un peuple gaulois dont la localisation est inconnue.

## Localisation
Guy Barruol propose de les situer, à titre d'hypothèse, dans le massif des Monges, soit dans la vallée du Sasse, soit dans celle du Vançon, soit encore dans les deux. Cette localisation est proposée en concurrence avec celles des Nemaloni et des Sebagini aux mêmes lieux.
D'autres proposent de les localiser dans le secteur d'Andon, dans les Alpes-Maritimes,.